# Artemisa
Artemisa est une ville et une municipalité de la province d'Artemisa, à Cuba. C'est la capitale de la province depuis la création de cette dernière en août 2010.

## Géographie

### Situation
Artemisa se trouve dans la partie occidentale de l'île de Cuba, au centre-sud de la province d'Artemisa, à 66 km sud-ouest de La Havane.

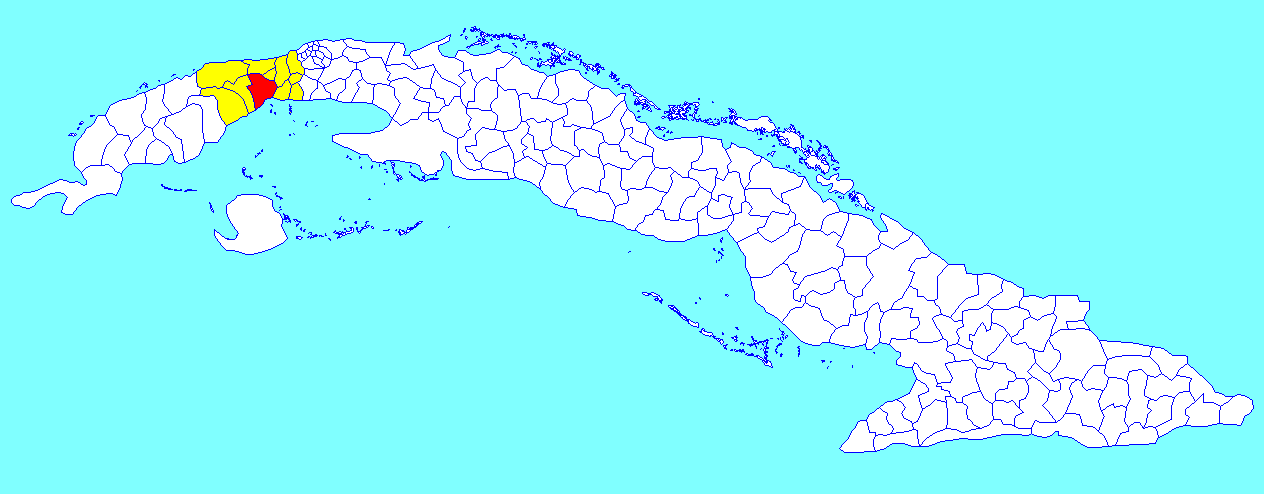
Municipalité d'Artemisa dans la province d'Artemisa

### Divisions administratives
La municipalité inclut neuf consejos populares :
- Cayajabo
- Centro
- Corojal
- La Matilde
- Las Cañas
- Lavandero (El Pilar)
- Lincoln (Andorra)
- Reparto Nuevo
- Toledo

La municipalité inclut aussi les villages de Pijirigua, Puerta de la Güira, Las Mangas et Neptuno.

## Histoire
La ville est fondée en 1818 et la municipalité en 1878.

## Population
En 2022, la population de la municipalité était estimée à 86 444 habitants ; pour une surface de 688,7 km2, la densité de population est de 125,5/km².
La municipalité d'Artemisa comptait 82 873 habitants à la fin de l'année 2012, dont 59 130 habitants pour la ville d'Artemisa proprement dite.

## Personnalités nées à Artemisa
- Ciro Redondo, révolutionnaire, né en 1931
- Ramiro Valdés, homme politique, né en 1932
- Arturo Sandoval, musicien, né en 1949